# Polska Partia Wolności
Polska Partia Wolności – podziemna organizacja polityczna istniejąca w Słupcy, a swoją działalność prowadząca na terenie całego powiatu słupeckiego, w latach 1949–1950. Podejmowała ona działalność antyreżimową i antykomunistyczną.

## Historia
Organizacja powstała w październiku 1949 roku wśród uczniów słupeckiego liceum ogólnokształcącego jako Związek Młodych Patriotów Polskich. Jej założycielami byli Wawrzyniec Jabłoński, Tadeusz Janas oraz Kazimierz Maciejewski. Po rezygnacji większości członków wczesną wiosną 1950 roku została rozwiązana, a w jej miejsce powołano Polską Partię Wolności. We wrześniu tegoż roku, po nieudanej akcji pozyskania broni organizacja została zdekonspirowana, a wszyscy członkowie aresztowani w dniu 3 października.

## Program
Program Polskiej Partii Wolności był konglomeratem różnych myśli i idei.
Najważniejsze jego punkty, to dopuszczenie własności prywatnej w małych przedsiębiorstwach, oparcie systemu rolnego na gospodarstwach rodzinnych i rezygnacja z przymusowego wcielania gospodarstw do spółdzielni rolnych.

## Konsekwencje
Większość członków organizacji skazana została przez Wojskowy Sąd Rejonowy w Poznaniu na wyroki od 5 do 12 lat więzienia i osadzona w więzieniu dla młodocianych w Jaworznie.